# Pulutankulon
Pulutankulon is een bestuurslaag in het regentschap Wonogiri van de provincie Midden-Java, Indonesië. Pulutankulon telt 3265 inwoners (volkstelling 2010).